# Терехово (Омська область)
Терехово (рос. Терехово) — присілок у Большереченському районі Омської області Російської Федерації.
Належить до муніципального утворення Новологіновське сільське поселення. Населення становить 62 особи.

## Історія
Згідно із законом від 30 липня 2004 року органом місцевого самоврядування є Новологіновське сільське поселення.

## Населення
| 1926 | 2002 | 2010 |
| ---- | ---- | ---- |
| 549  | ↘96  | ↘62  |